# Безупречная комната
«Безупречная комната» (англ. The Immaculate Room) — американский психологический триллер 2022 года, написанный и снятый Мукундой Майклом Дьюилом. В ролях Эмиль Хирш, Кейт Босуорт, Эшли Грин и М. Эммет Уолш.

## Сюжет
Майки и Кейт — пара, выбранная для участия в конкурсе, разработанном известным профессором. Задача состоит в том, чтобы прожить вместе в одной комнате, называемой «Безупречная комната», в течение 50 дней. Если им это удастся, они выиграют пять миллионов долларов; если один из них сдастся и уйдет, оставшийся участник выиграет один миллион долларов. Безупречная комната представляет собой стерильную, простую, белую комнату, в которой нет ничего, кроме кровати, ванной и диспенсера с едой, в которой нет ничего, кроме предметов первой необходимости. Роботизированный голос делает объявления, в то время как часы обратного отсчета отслеживают их время. Майки и Кейт изначально уверены, что могут победить, но с течением времени они становятся скучными и несчастными, без каких-либо развлечений и только безвкусной жидкости в картонной упаковке в качестве единственного средства к существованию.
Майки находит жука, желая ненадолго выйти из комнаты, чтобы выпустить ее, но вступает в спор с Кейт, потому что это дисквалифицирует его. Кульминацией этого является то, что Кейт случайно наступает на жука, что расстраивает Майки. Не в силах больше сопротивляться, Майки тратит 100 000 долларов из призовых денег на «угощение», которым оказывается зеленый мелок. Хотя Кейт считает, что тратить деньги на угощение было ненужным, Майки счастлив и тратит свое время на рисование по всей комнате, пока не кончается мелок. Однажды на стойке в ванной внезапно появляется пистолет, что беспокоит Кейт. Она хочет избавиться от него в жёлобе для белья, но диктор говорит, что это запрещено; вместо этого они пинают его под кроватью.
Однажды в комнате проецируют предварительно записанные видео от близких Майки и Кейт. Первое сообщение от старшей сестры Майки, которая думает, что Майки и Кейт все еще расстались, и призывает его использовать время, проведенное в комнате, чтобы подумать о своей личной травме. Второе сообщение исходит от старика из приюта для бездомных, который доводит Кейт до слез. Кейт признает, что этот мужчина — ее отчужденный отец, который был алкоголиком и в детстве тратил все деньги её семьи; Майки утешает её.
Когда Майки становится все скучнее, Кейт говорит ему получить еще одно угощение. В комнату входит привлекательная женщина совершенно голая и утверждает, что она актриса по имени Симона. Неудобно, Кейт заставляет Майки отдать Симоне свою рубашку, чтобы прикрыться; Кейт с недоверием относится к женщине, внешне похожей на бывшую Майки. Они все вместе спят в кровати, а Кейт посередине. Кейт решает купить лакомство, которое оказывается МДМА. Хотя она предупреждает Майки не брать его, все трое делают это, и у Майки эмоциональный срыв под кайфом, и он кричит, что хочет покинуть комнату.
После этого Кейт рассказывает Симоне о Шоне, брате Майки, который умер много лет назад, когда Майки должен был наблюдать за ним. Через несколько дней Симона исчезает, а на стене остается сообщение: «Никто еще не занимался со мной такой любовью, S-XOX». Кейт обвиняет Майки в том, что он спит с Симоной, и толкает его, в результате чего он ударяется головой об угол стены, падает на пол и истекает кровью. Ему больно, что она ему не доверяет, он говорит ей, что комната изменила их к худшему, и говорит, что собирается уйти — с ней или без нее. Кейт умоляет его не делать этого, но Майки нельзя переубедить, поэтому Кейт угрожает ему остаться с пистолетом. В конце концов, она не может заставить себя выстрелить в него, когда он уходит. Кейт с несчастным видом остается в комнате одна и однажды стоит перед красной кнопкой «выход», протягивая руку, как будто хочет ее нажать.
Во флешфорварде Кейт только что посетила своего отца в приюте для бездомных и сталкивается с Майки, которого давно не видела. Майки спрашивает, выполнила ли она задание и выиграла ли деньги, но она уклоняется от вопроса и спрашивает, как дела у его сестры. Когда они уходят, на приюте показывают табличку, в которой говорится, что новая кухня была построена на деньги анонимного донора, предположительно Кейт.
В последнем кадре новая пара входит в комнату, чувствуя себя взволнованной.

## В ролях
- Эмиль Хирш — Майкл «Майки» Уолш
- Кейт Босворт — Кэтрин «Кейт» Фрит
- Эшли Грин — Симона
- М. Эммет Уолш — Гарри Фрит
- Алекс Сгамбати — Кью Уолш
- Оливер Мур — Шон Уолш
- Тиффани Смит — Сэнди Уильямс
- Джоэл Дэвид Мур — Джейсон Райт
- Джанна Уичелоу — голос комнаты

## Производство
Съёмочный период стартовал 16 декабря 2020 года и завершился 26 января 2021 года.